# Лазарчук, Ипполит Андроникович
Ипполи́т Андро́никович Лазарчу́к (укр. Іполит Андроникович Лазарчук; 26 августа 1903, Почаев — 23 февраля 1979, Киев) — советский режиссёр мультипликационного кино, художник и мультипликатор. Заслуженный деятель искусств УССР (1967). Сын украинского художника Андроника Лазарчука.

## Биография
Родился 13 (26) августа 1903 года в городе Почаев, Волынская губерния (ныне Тернопольская область Украины).
В 1919—1924 годах работал декоратором Борзнянского районного отделения народного образования (ныне Черниговская область). В 1929 году окончил Киевский художественный институт.
С 1930 года работал на Киевской студии художественных фильмов. Был художником-мультипликатором вставок в мастерской Вячеслава Левандовского, Евгения Горбача и Семёна Гуецкого, позже — ассистентом режиссёра на «Тук-тук и его приятель Жук» (1935).
Участник Великой Отечественной войны, был призван в Красную армию в июле 1941 года, воинское звание — капитан.
Работал режиссёром и художником на Киевской студии учебных фильмов. В 1960-х годах работал на «Киевнаучфильме».
Член Коммунистической партии Советского Союза с 1943 года.
Умер 23 февраля 1979 года в Киеве.

## Фильмография

### Художник
- 1935 — Тук-тук и его приятель Жук
- 1936 — Зазнавшийся цыплёнок
- 1937 — Лесной договор
- 1938 — Папанинцы (не выпущен на экран)
- 1946 — На службе Родины (документальный)[1]
- 1946 — Природные богатства Украины (научно-популярный)[1]
- 1947 — Они видят вновь (научно-популярный)[1]
- 1948 — Оптическая пересадка роговицы (научно-популярный)[1]
- 1949 — Глаукома (научно-популярный)[1]
- 1949 — Тканевая терапия (научно-популярный)[1]

### Режиссёр
- 1936 — Зазнавшийся цыплёнок
- 1937 — Лесной договор (совместно с Е. Горбачом)
- 1938 — Папанинцы
- 1954 — Автоматика и телемеханика (научно-популярный)[1]
- 1958 — Электрические схемы электровоза ВЛ-22М (научно-популярный)[1]
- 1961 — Приключения Перца (совместно с И. Гурвич)
- 1962 — Пьяные волки
- 1963 — Золотое яичко
- 1964 — Мишка + Машка
- 1965 — Жизнь пополам
- 1966 — Осколки (совместно с Е. Сивоконем)
- 1966 — Почему у петуха короткие штаны (совместно с Ц. Оршанским)
- 1968 — Люди и двери (киножурнал «Фитиль» № 70) (совместно с Ц. Оршанским)

## Награды
- медаль «За оборону Сталинграда» (22 декабря 1942)[5];
- медаль «За боевые заслуги» (21 февраля 1943)[6];
- орден Красной Звезды (12 ноября 1943)[7];
- медаль «За победу над Германией в Великой Отечественной войне 1941-1945 гг.» (9 мая 1945)[8];
- медаль «За освобождение Праги» (9 июня 1945)[9];
- орден Отечественной войны 2-й степени (28 июня 1945)[10];
- орден «Знак Почёта» (1960)[источник не указан 139 дней]
- заслуженный деятель искусств УССР (1967)[3].